# Списак градова у Русији
Списак градова у Русији:
|  |  |  |  |  |  |  |  |  |  |  |  |  |  |  |  |  |  |  |  |  |  |  |  |  |  |  |  |  |  |

| - Абаза — Хакасија - Абакан — Хакасија - Абдулино — Оренбушка област - Абинск — Краснодарски крај - Агидељ — Башкортостан - Агриз — Татарстан - Адигејск — Адигеја - Азнакајево — Татарстан - Азов — Ростовска област - Ак-Довурак — Тува - Аксај — Ростовска област - Алагир — Северна Осетија - Алапајевск — Свердловска област - Алатир — Чувашија - Алдан — Јакутија - Алејск — Алтајски крај - Александров — Владимирска област - Александровск — Пермски крај - Александровск Сахалински — Сахалинска област - Алексејевка — Белгородска област - Алексин — Тулска област - Алзамај — Иркутска област - Аљметјевск — Татарстан - Амурск — Хабаровски крај - Анадир — Чукотка - Анапа — Краснодарски крај - Ангарск — Иркутска област - Андреапољ — Тверска област - Анжеро-Суџенск — Кемеровска област - Анива — Сахалинска област - Апатити — Мурманска област - Апрељевка — Московска област - Апшеронск — Краснодарски крај - Арамиљ — Свердловска област - Аргун — Чеченија - Ардатов — Мордовија - Ардон — Северна Осетија - Арзамас — Нижегородска област - Аркадак — Саратовска област - Армавир — Краснодарски крај - Арсењев (град) — Приморски крај - Арск — Татарстан - Артјом — Приморски крај - Артјомовск — Краснојарски крај - Артјомовски — Свердловска област - Архангелск — Архангелска област - Асбест — Свердловска област - Асино — Томска област - Астрахан — Астраханска област - Аткарск — Саратовска област - Ахтубинск — Астраханска област - Ачинск — Краснојарски крај - Аша — Чељабинска област - Бабајево — Вологдска област - Бабушкин — Бурјатија - Бавли — Татарстан - Багратионовск — Калињинградска област - Бајкалск — Иркутска област - Бајмак — Башкортостан - Бакал — Чељабинска област - Баксан — Кабардино-Балкарија - Балабаново — Калушка област - Балаково — Саратовска област - Балахна — Нижегородска област - Балашиха — Московска област - Балашов — Саратовска област - Балеј — Забајкалски крај - Балтијск — Калињинградска област - Барабинск — Новосибирска област - Бариш — Уљановска област - Барнаул — Алтајски крај - Батајск — Ростовска област - Бежецк — Тверска област - Белаја Калитва — Ростовска област - Белаја Холуница — Кировска област - Белгород — Белгородска област - Белебеј — Башкортостан - Бели — Тверска област - Белински — Пензенска област - Белово — Кемеровска област - Белогорск — Амурска област - Белозерск — Вологдска област - Белојарски — Хантија-Мансија - Белокуриха — Алтајски крај - Беломорск — Карелија - Белорецк — Башкортостан - Белореченск — Краснодарски крај - Белоусово — Калушка област - Бељов — Тулска област - Бердск — Новосибирска област - Березники — Пермски крај - Берјозовски — Кемеровска област - Берјозовски — Свердловска област - Беслан — Северна Осетија - Бијск — Алтајски крај - Бикин — Хабаровски крај - Билибино — Чукотка - Бирјусинск — Иркутска област - Бирјуч — Белгородска област - Биробиџан — Јеврејска аутономна област - Бирск — Башкортостан - Благовјешченск — Амурска област - Благовјешченск — Башкортостан - Благодарни — Ставропољски крај - Бобров — Вороњешка област - Богданович — Свердловска област - Богородицк — Тулска област - Богородск — Нижегородска област - Боготол — Краснојарски крај - Богучар — Вороњешка област - Бодајбо — Иркутска област - Бокситогорск — Лењинградска област - Болгар — Татарстан - Бологоје — Тверска област - Болотноје — Новосибирска област - Болохово — Тулска област - Болхов — Орелска област - Бољшој Камењ — Приморски крај - Бор — Нижегородска област - Борзја — Забајкалски крај - Борисоглебск — Вороњешка област - Боровичи — Новгородска област - Боровск — Калушка област - Бородино — Краснојарски крај - Братск — Иркутска област - Брјанск — Брјанска област - Броници — Московска област - Бугуљма — Татарстан - Бугуруслан — Оренбушка област - Будјоновск — Ставропољски крај - Бузулук — Оренбушка област - Буинск — Татарстан - Буј — Костромска област - Бујнакск — Дагестан - Бутурлиновка — Вороњешка област - Валдај — Новгородска област - Валујки — Белгородска област - Велиж — Смоленска област - Велики Новгород — Новгородска област - Велики Устјуг — Вологдска област - Великије Луки — Псковска област - Вељск — Архангелска област - Вењов — Тулска област - Вереја — Московска област - Верешчагино — Пермски крај - Верхњеураљск — Чељабинска област - Верхњи Тагил — Свердловска област - Верхњи Уфалеј — Чељабинска област - Верхњаја Пишма — Свердловска област - Верхњаја Салда — Свердловска област - Верхњаја Тура — Свердловска област - Верхојанск — Јакутија - Верхотурје — Свердловска област - Весјегонск — Тверска област - Ветлуга — Нижегородска област - Виборг — Лењинградска област - Видноје — Московска област - Викса — Нижегородска област - Виљујск — Јакутија - Виључинск — Камчатски крај - Високовск — Московска област - Висоцк — Лењинградска област - Витегра — Вологдска област - Вихоревка — Иркутска област - Вичуга — Ивановска област - Вишњи Волочок — Тверска област - Вјаземски — Хабаровски крај - Вјазма — Смоленска област - Вјазники — Владимирска област - Вјатскије Пољани — Кировска област - Владивосток — Приморски крај - Владикавказ — Северна Осетија - Владимир — Владимирска област - Волгоград — Волгоградска област - Волгодонск — Ростовска област - Волгореченск — Костромска област - Волжск — Мариј Ел - Волжски — Волгоградска област - Вологда — Вологдска област - Володарск — Нижегородска област - Волоколамск — Московска област - Волосово — Лењинградска област - Волхов — Лењинградска област - Волчанск — Свердловска област - Вољск — Саратовска област - Воркута — Коми - Вороњеж — Вороњешка област - Ворсма — Нижегородска област - Воскресенск — Московска област - Воткинск — Удмуртска республика - Всеволожск — Лењинградска област - Вуктил — Коми - Гаврилов Посад — Ивановска област - Гаврилов-Јам — Јарославска област - Гагарин — Смоленска област - Гај — Оренбушка област - Галич — Костромска област - Гатчина — Лењинградска област - Гаџијево — Мурманска област - Гвардејск — Калињинградска област - Гдов — Псковска област - Геленџик — Краснодарски крај - Георгијевск — Ставропољски крај - Глазов — Удмуртија - Голицино — Московска област - Горбатов — Нижегородска област - Горјачи Кључ — Краснодарски крај - Горно-Алтајск — Республика Алтај - Горнозаводск — Пермски крај - Горњак — Алтајски крај - Городец — Нижегородска област - Городишче — Пензенска област - Городовиковск — Калмикија - Гороховец — Владимирска област - Грајворон — Белгородска област - Гремјачинск — Пермски крај - Грјази — Липецка область - Грјазовец — Вологдска област - Грозни — Чеченија - Губаха — Пермски крај - Гудермес — Чеченија - Гуково — Ростовска област - Гуљкевичи — Краснодарски крај - Гупкин — Белгородска област - Гупкински — Јамалија - Гурјевск — Калињинградска област - Гурјевск — Кемеровска област - Гусев — Калињинградска област - Гусиноозјорск — Бурјатија - Гус-Хрустални — Владимирска област - Давлеканово — Башкортостан - Дагестанскије Агњи — Дагестан - Далматово — Курганска област - Даљњегорск — Приморски крај - Даљњереченск — Приморски крај - Данилов — Јарославска област - Данков — Липецка область - Дегтјарск — Свердловска област - Дедовск — Московска област - Демидов — Смоленска област - Дербент — Дагестан - Десногорск — Смоленска област - Дзержинск — Нижегородска област - Дзержински — Московска област - Дивногорск — Краснојарски крај - Дигора — Северна Осетија - Димитровград — Уљановска област - Дјатково — Брјанска област - Дјуртјули — Башкортостан - Дмитријев — Курска област - Дмитров — Московска област - Дмитровск — Орелска област - Дно — Псковска област - Добрјанка — Пермски крај - Долгопрудни — Московска област - Долинск — Сахалинска област - Домодедово — Московска област - Доњецк — Ростовска област - Донској — Тулска област - Дорогобуж — Смоленска област - Дрезна — Московска област - Дубна — Московска област - Дубовка — Волгоградска област - Дудинка — Краснојарски крај - Духовшчина — Смоленска област - Електрогорск — Московска област - Електростаљ — Московска област - Електроугли — Московска област - Елиста — Калмикија - Енгељс — Саратовска област - Ертиљ — Вороњешка област - Жељезноводск — Ставропољски крај - Жељезногорск — Краснојарски крај - Жељезногорск — Курска област - Жељезногорск Илимски — Иркутска област - Жељезнодорожни — Московска област - Жердевка — Тамбовска област - Жигуљовск — Самарска област - Жиздра — Калушка област - Жирновск — Волгоградска област - Жуков — Калушка област - Жуковка — Брјанска област - Жуковски — Московска област - Завитинск — Амурска област - Заводоуковск — Тјумењска област - Заволжје — Нижегородска област - Заволжск — Ивановска област - Задонск — Липецка область - Заинск — Татарстан - Закаменск — Бурјатија - Заозјорни — Краснојарски крај - Заозјорск — Мурманска област - Западна Двина — Тверска област - Запољарни — Мурманска област - Зарајск — Московска област - Заречни — Пензенска област - Заречни — Свердловска област - Заринск — Алтајски крај - Звенигово — Мариј Ел - Звенигород — Московска област - Зверево — Ростовска област - Зеја — Амурска област - Зеленогорск — Краснојарски крај - Зеленогорск — Санкт Петербург - Зеленоград — Москва - Зеленоградск — Калињинградска област - Зеленодољск — Татарстан - Зеленокумск — Ставропољски крај - Зерноград — Ростовска област - Зима — Иркутска област - Златоуст — Чељабинска област - Злинка — Брјанска област - Змеиногорск — Алтајски крај - Знаменск — Астраханска област - Зубцов — Тверска област - Зујевка — Кировска област - Ивангород — Лењинградска област - Иваново — Ивановска област - Ивантејевка — Московска област - Ивдељ — Свердловска област - Игарка — Краснојарски крај - Ижевск — Удмуртија - Избербаш — Дагестан - Изобиљни — Ставропољски крај - Илански — Краснојарски крај - Инза — Уљановска област - Инсар — Мордовија - Инта — Коми - Ипатово — Ставропољски крај - Ирбит — Свердловска област - Иркутск — Иркутска област - Исиљкуљ — Омска област - Искитим — Новосибирска област - Истра — Московска област - Ишим — Тјумењска област - Ишимбај — Башкортостан - Јадрин — Чувашија - Јакутск — Јакутија - Јалуторовск — Тјумењска област - Јанаул — Башкортостан - Јаранск — Кировска област - Јаровоје — Алтајски крај - Јарослављ — Јарославска област - Јарцево — Смоленска област - Јасни — Оренбушка област - Јасногорск — Тулска област - Јахрома — Московска област - Јегорјевск — Московска област - Јејск — Краснодарски крај - Јекатеринбург — Свердловска област - Јелабуга — Татарстан - Јелизово — Камчатски крај - Јељец — Липецка область - Јељња — Смоленска област - Јеманжелинск — Чељабинска област - Јемва — Коми - Јенисејск — Краснојарски крај - Јермолино — Калушка област - Јершов — Саратовска област - Јесентуки — Ставропољски крај - Јефремов — Тулска област - Јошкар Ола — Мариј Ел - Јубилејни — Московска област - Југорск — Хантија-Мансија - Јужа — Ивановска област - Јужно-Сахалинск — Сахалинска област - Јужно-Сухокумск — Дагестан - Јужноураљск — Чељабинска област - Јурга — Кемеровска област - Јурјев Пољски — Владимирска област - Јурјевец — Ивановска област - Јурјузањ — Чељабинска област - Јухнов — Калушка област | - Кадников — Вологдска област - Казањ — Татарстан - Калач — Вороњешка област - Калач на Дону — Волгоградска област - Калачинск — Омска област - Калињинград — Калињинградска област - Калињинск — Саратовска област - Калтан — Кемеровска област - Калуга — Калушка област - Каљазин — Тверска област - Камбарка — Удмуртија - Каменка — Пензенска област - Каменогорск — Лењинградска област - Каменск Ураљски — Свердловска област - Каменск Шахтински — Ростовска област - Камењ на Обу — Алтајски крај - Камешково — Владимирска област - Камизјак — Астраханска област - Камишин — Волгоградска област - Камишлов — Свердловска област - Канаш — Чувашија - Кандалакша — Мурманска област - Канск — Краснојарски крај - Карабаново — Владимирска област - Карабаш — Чељабинска област - Карабулак — Ингушетија - Карасук — Новосибирска област - Карачајевск — Карачајево-Черкезија - Карачев — Брјанска област - Каргат — Новосибирска област - Каргопољ — Архангелска област - Карпинск — Свердловска област - Картали — Чељабинска област - Касимов — Рјазањска област - Касли — Чељабинска област - Каспијск — Дагестан - Катав-Ивановск — Чељабинска област - Катајск — Курганска област - Качканар — Свердловска област - Кашин — Тверска област - Кашира — Московска област - Кедрови — Томска област - Кем — Карелија - Кемерово — Кемеровска област - Кизел — Пермски крај - Кизил — Тува - Кизиљурт — Дагестан - Кизљар — Дагестан - Кимовск — Тулска област - Кимри — Тверска област - Кингисепп — Лењинградска област - Кинељ — Самарска област - Кинешма — Ивановска област - Кирејевск — Тулска област - Киренск — Иркутска област - Киржач — Владимирска област - Кирилов — Вологдска област - Кириши — Лењинградска област - Киров — Калушка област - Киров — Кировска област - Кировград — Свердловска област - Кирово-Чепецк — Кировска област - Кировск — Лењинградска област - Кировск — Мурманска област - Кирс — Кировска област - Кирсанов — Тамбовска област - Кисељовск — Кемеровска област - Кисловодск — Ставропољски крај - Киштим — Чељабинска област - Кјахта — Бурјатија - Климовск — Московска област - Клин — Московска област - Клинци — Брјанска област - Књагинино — Нижегородска област - Ковдор — Мурманска област - Ковилкино — Мордовија - Ковров — Владимирска област - Когалим — Хантија-Мансија - Кодинск — Краснојарски крај - Козељск — Калушка област - Козловка — Чувашија - Козмодемјанск — Мариј Ел - Кола — Мурманска област - Кологрив — Костромска област - Коломна — Московска област - Колпашево — Томска област - Колпино — Санкт Петербург - Кољчугино — Владимирска област - Комунар — Лењинградска област - Комсомољск — Ивановска област - Комсомољск на Амуру — Хабаровски крај - Конаково — Тверска област - Кондопога — Карелија - Кондрово — Калушка област - Константиновск — Ростовска област - Копејск — Чељабинска област - Кораблино — Рјазањска област - Кореновск — Краснодарски крај - Корјажма — Архангелска област - Коркино — Чељабинска област - Корољов — Московска област - Короча — Белгородска област - Корсаков — Сахалинска област - Костерјово — Владимирска област - Костомукша — Карелија - Кострома — Костромска област - Котељники — Московска област - Котељниково — Волгоградска област - Котељнич — Кировска област - Котлас — Архангелска област - Котово — Волгоградска област - Котовск — Тамбовска област - Кохма — Ивановска област - Красавино — Вологдска област - Красни Кут — Саратовска област - Красни Сулин — Ростовска област - Красни Холм — Тверска област - Красноармејск — Московска област - Красноармејск — Саратовска област - Красновишерск — Пермски крај - Красногорск — Московска област - Краснодар — Краснодарски крај - Краснозаводск — Московска област - Краснознаменск — Калињинградска област - Краснознаменск — Московска област - Краснојарск — Краснојарски крај - Красноје Село — Санкт Петербург - Краснокаменск — Забајкалски крај - Краснокамск — Пермски крај - Краснослободск — Волгоградска област - Краснослободск — Мордовија - Краснотуринск — Свердловска област - Красноураљск — Свердловска област - Красноуфимск — Свердловска област - Кремјонки — Калушка област - Кримск — Краснодарски крај - Кронштадт — Санкт Петербург - Кропоткин — Краснодарски крај - Кстово — Нижегородска област - Кубинка — Московска област - Кувандик — Оренбушка област - Кувшиново — Тверска област - Кудимкар — Пермски крај - Кузњецк — Пензенска област - Кујбишев — Новосибирска област - Кулебаки — Нижегородска област - Кумертау — Башкортостан - Кунгур — Пермски крај - Купино — Новосибирска област - Курган — Курганска област - Курганинск — Краснодарски крај - Куриљск — Сахалинска област - Курлово — Владимирска област - Куровскоје — Московска област - Курск — Курска област - Куртамиш — Курганска област - Курчатов — Курска област - Куса — Чељабинска област - Кушва — Свердловска област - Лабинск — Краснодарски крај - Лабитнанги — Јамалија - Лагањ — Калмикија - Ладушкин — Калињинградска област - Лаишево — Татарстан - Лакинск — Владимирска област - Лангепас — Хантија-Мансија - Лахденпохја — Карелија - Лебедјањ — Липецка область - Ленск — Јакутија - Лењиногорск — Татарстан - Лењинск — Волгоградска област - Лењинск Кузњецки — Кемеровска област - Љермонтов — Ставропољски крај - Лесној — Свердловска област - Лесозаводск — Приморски крај - Лесосибирск — Краснојарски крај - Ливни — Орелска област - Ликино-Дуљово — Московска област - Липецк — Липецка область - Липки — Тулска област - Лисва — Пермски крај - Лиски — Вороњешка област - Лисково — Нижегородска област - Литкарино — Московска област - Лихослављ — Тверска област - Лобња — Московска област - Лодејноје Поље — Лењинградска област - Ломоносов — Санкт Петербург - Лосино-Петровски — Московска област - Луга — Лењинградска област - Луза — Кировска област - Лукојанов — Нижегородска област - Луховици — Московска област - Љантор — Хантија-Мансија - Љгов — Курска област - Љубањ — Лењинградска област - Љуберци — Московска област - Љубим — Јарославска област - Људиново — Калушка област - Магадан — Магаданска област - Магас — Ингушетија - Магнитогорск — Чељабинска област - Мајкоп — Адигеја - Мајски — Кабардино-Балкарија - Макарјев — Костромска област - Макаров — Сахалинска област - Макушино — Курганска област - Мала Вишера — Новгородска област - Малгобек — Ингушетија - Малмиж — Кировска област - Малоархангељск — Орелска област - Малојарославец — Калушка област - Мамадиш — Татарстан - Мамоново — Калињинградска област - Мантурово — Костромска област - Мариинск — Кемеровска област - Мариински Посад — Чувашија - Маркс — Саратовска област - Махачкала — Дагестан - Мглин — Брјанска област - Мегион — Хантија-Мансија - Медвежјегорск — Карелија - Медињ — Калушка област - Медногорск — Оренбушка област - Межгорје — Башкортостан - Междуреченск — Кемеровска област - Мезењ — Архангелска област - Меленки — Владимирска област - Мелеуз — Башкортостан - Мендељејевск — Татарстан - Мензелинск — Татарстан - Мешчовск — Калушка област - Мијас — Чељабинска област - Микуњ — Коми - Милерово — Ростовска област - Минералније Води — Ставропољски крај - Минусинск — Краснојарски крај - Мињар — Чељабинска област - Мирни — Архангелска област - Мирни — Јакутија - Миски — Кемеровска област - Митишчи — Московска област - Михајлов — Рјазањска област - Михајловка — Волгоградска област - Михајловск — Свердловска област - Михајловск — Ставропољски крај - Мичуринск — Тамбовска област - Мишкин — Јарославска област - Могоча — Забајкалски крај - Можајск — Московска област - Можга — Удмуртија - Моздок — Северна Осетија - Мончегорск — Мурманска област - Морозовск — Ростовска област - Моршанск — Тамбовска област - Мосаљск — Калушка област - Москва (главни град) - Московски — Московска област - Муравленко — Јамалија - Мураши — Кировска област - Мурино — Лењинградска област - Мурманск — Мурманска област - Муром — Владимирска област - Мценск — Орелска област - Набережније Челни — Татарстан - Навашино — Нижегородска област - Наволоки — Ивановска област - Надим — Јамалија - Назарово — Краснојарски крај - Називајевск — Омска област - Назрањ — Ингушетија - Наљчик — Кабардино-Балкарија - Нариманов — Астраханска област - Нарјан-Мар — Ненеција - Наро-Фоминск — Московска област - Нарткала — Кабардино-Балкарија - Находка — Приморски крај - Невељ — Псковска област - Невељск — Сахалинска област - Невиномиск — Ставропољски крај - Невјанск — Свердловска област - Неја — Костромска област - Нелидово — Тверска област - Неман — Калињинградска област - Нерехта — Костромска област - Нерјунгри — Јакутија - Нерчинск — Забајкалски крај - Нестеров — Калињинградска област - Нефтегорск — Самарска област - Нефтејуганск — Хантија-Мансија - Нефтекамск — Башкортостан - Нефтекумск — Ставропољски крај - Нижња Салда — Свердловска област - Нижња Тура — Свердловска област - Нижњевартовск — Хантија-Мансија - Нижњекамск — Татарстан - Нижњеудинск — Иркутска област - Нижњи Ломов — Пензенска област - Нижњи Новгород — Нижегородска област - Нижњи Тагил — Свердловска област - Нижњије Серги — Свердловска област - Николајевск — Волгоградска област - Николајевск на Амуру — Хабаровски крај - Никољск — Вологдска област - Никољск — Пензенска област - Никољскоје — Лењинградска област - Нитва — Пермски крај - Нова Ладога — Лењинградска област - Нова Љаља — Свердловска област - Нови Оскол — Белгородска област - Нови Уренгој — Јамалија - Новоалександровск — Ставропољски крај - Новоалтајск — Алтајски крај - Новоанински — Волгоградска област - Нововороњеж — Вороњешка област - Новодвинск — Архангелска област - Новозипков — Брјанска област - Новокубанск — Краснодарски крај - Новокузњецк — Кемеровска област - Новокујбишевск — Самарска област - Новомичуринск — Рјазањска област - Новомосковск — Тулска област - Новопавловск — Ставропољски крај - Новоржев — Псковска област - Новоросијск — Краснодарски крај - Новосибирск — Новосибирска област - Новосиљ — Орелска област - Новосокољники — Псковска област - Новотроицк — Оренбушка област - Новоузенск — Саратовска област - Новоуљановск — Уљановска област - Новоураљск — Свердловска област - Новохопјорск — Вороњешка област - Новочебоксарск — Чувашија - Новочеркаск — Ростовска област - Новошахтинск — Ростовска област - Ногинск — Московска област - Нојабрск — Јамалија - Нолинск — Кировска област - Нориљск — Краснојарски крај - Нурлат — Татарстан - Њагањ — Хантија-Мансија - Њазепетровск — Чељабинска област - Њандома — Архангелска област - Њурба — Јакутија - Об — Новосибирска област - Облучје — Јеврејска аутономна област - Обнинск — Калушка област - Обојањ — Курска област - Одинцово — Московска област - Ожереље — Московска област - Озјори — Московска област - Озјорск — Калињинградска област - Озјорск — Чељабинска област - Октјабрск — Самарска област - Октјабрски — Башкортостан - Окуловка — Новгородска област - Оленегорск — Мурманска област - Олонец — Карелија - Ољокминск — Јакутија - Омск — Омска област - Омутнинск — Кировска област - Оњега — Архангелска област - Опочка — Псковска област - Орел — Орелска област - Оренбург — Оренбушка област - Орехово-Зујево — Московска област - Орлов — Кировска област - Орск — Оренбушка област - Оса — Пермски крај - Осиники — Кемеровска област - Осташков — Тверска област - Остров — Псковска област - Островној — Мурманска област - Острогожск — Вороњешка област - Отрадни — Самарска област - Отрадноје — Лењинградска област - Оха — Сахалинска област - Оханск — Пермски крај - Очор — Пермски крај | - Павлово — Нижегородска област - Павловск — Вороњешка област - Павловск — Санкт Петербург - Павловски Посад — Московска област - Паласовка — Волгоградска област - Партизанск — Приморски крај - Певек — Чукотка - Пенза — Пензенска област - Первомајск — Нижегородска област - Первоураљск — Свердловска област - Перевоз — Нижегородска област - Пересвет — Московска област - Переслављ Залески — Јарославска област - Перм — Пермски крај - Пестово — Новгородска област - Петергоф — Санкт Петербург - Петров Вал — Волгоградска област - Петровск — Саратовска област - Петровск Забајкаљски — Забајкалски крај - Петрозаводск — Карелија - Петропавловск Камчатски — Камчатски крај - Петухово — Курганска област - Петушки — Владимирска област - Печора — Коми - Печори — Псковска област - Пикаљово — Лењинградска област - Пиоњерски — Калињинградска област - Питалово — Псковска област - Пит-Јах — Хантија-Мансија - Питкјаранта — Карелија - Пјатигорск — Ставропољски крај - Плавск — Тулска област - Пласт — Чељабинска област - Пљос — Ивановска област - Поворино — Вороњешка област - Подољск — Московска област - Потпорожје — Лењинградска област - Покачи — Хантија-Мансија - Покров — Владимирска област - Покровск — Јакутија - Пољевској — Свердловска област - Пољеск — Калињинградска област - Полисајево — Кемеровска област - Пољарни — Мурманска област - Пољарније Зори — Мурманска област - Поронајск — Сахалинска област - Порхов — Псковска област - Похвистњево — Самарска област - Почеп — Брјанска област - Починок — Смоленска област - Пошехоње — Јарославска област - Правдинск — Калињинградска област - Приволжск — Ивановска област - Приморск — Калињинградска област - Приморск — Лењинградска област - Приморско Ахтарск — Краснодарски крај - Приозерск — Лењинградска област - Прокопјевск — Кемеровска област - Пролетарск — Ростовска област - Протвино — Московска област - Прохладни — Кабардино-Балкарија - Псков — Псковска област - Пугачов — Саратовска област - Пудож — Карелија - Пустошка — Псковска област - Пучеж — Ивановска област - Пушкин — Санкт Петербург - Пушкино — Московска област - Пушчино — Московска област - Радужни — Владимирска област - Радужни — Хантија-Мансија - Рајчихинск — Амурска област - Раменскоје — Московска област - Расказово — Тамбовска област - Ревда — Свердловска област - Реж — Свердловска област - Реутов — Московска област - Ржев — Тверска област - Рибинск — Јарославска област - Рибноје — Рјазањска област - Риљск — Курска област - Рјажск — Рјазањска област - Рјазањ — Рјазањска област - Родники — Ивановска област - Рослављ — Смоленска област - Росош — Вороњешка област - Ростов Велики — Јарославска област - Ростов на Дону — Ростовска област - Рошаљ — Московска област - Ртишчево — Саратовска област - Рубцовск — Алтајски крај - Рудња — Смоленска област - Руза — Московска област - Рузајевка — Мордовија - Сајаногорск — Хакасија - Сајанск — Иркутска област - Салават — Башкортостан - Салаир — Кемеровска област - Салехард — Јамалија - Саљск — Ростовска област - Самара — Самарска област - Санкт Петербург - Саранск — Республика Мордовија - Сарапул — Удмуртија - Саратов — Саратовска област - Саров — Нижегородска област - Сасово — Рјазањска област - Сатка — Чељабинска област - Сафоново — Смоленска област - Светли — Калињинградска област - Светлогорск — Калињинградска област - Светлоград — Ставропољски крај - Светогорск — Лењинградска област - Свирск — Иркутска област - Свободни — Амурска област - Себеж — Псковска област - Северобајкалск — Бурјатија - Северодвинск — Архангелска област - Северо-Куриљск — Сахалинска област - Североморск — Мурманска област - Североураљск — Свердловска област - Северск — Томска област - Севск — Брјанска област - Сегежа — Республика Карелија - Сељцо — Брјанска област - Семикаракорск — Ростовска област - Семилуки — Вороњешка област - Семјонов — Нижегородска област - Сенгилеј — Уљановска област - Серафимович — Волгоградска област - Сергач — Нижегородска област - Сергијев Посад — Московска област - Сердобск — Пензенска област - Серов — Свердловска област - Серпухов — Московска област - Сертолово — Лењинградска област - Сестрорецк — город Санкт Петербург - Сибај — Башкортостан - Сизрањ — Самарска област - Сиктивкар — Коми - Сим — Чељабинска област - Сисерт — Свердловска област - Сичовка — Смоленска област - Сјастрој — Лењинградска област - Сковородино — Амурска област - Скопин — Рјазањска област - Славгород — Алтајски крај - Славјанск на Кубану — Краснодарски крај - Славск — Калињинградска област - Сланци — Лењинградска област - Слободској — Кировска област - Сљудјанка — Иркутска област - Смоленск — Смоленска област - Снежинск — Чељабинска област - Снежногорск — Мурманска област - Собинка — Владимирска област - Совјетск — Калињинградска област - Совјетск — Кировска област - Совјетск — Тулска област - Совјетска Гавањ — Хабаровски крај - Совјетски — Хантија-Мансија - Сокол — Вологдска област - Солигалич — Костромска област - Соликамск — Пермски крај - Солнечногорск — Московска област - Сољвичегодск — Архангелска област - Сољ-Илецк — Оренбушка област - Сољци — Новгородска област - Сорочинск — Оренбушка област - Сорск — Хакасија - Сортавала — Республика Карелија - Сосенски — Калушка област - Соснови Бор — Лењинградска област - Сосновка — Кировска област - Сосновоборск — Краснојарски крај - Сосногорск — Коми - Сочи — Краснодарски крај - Спас-Деменск — Калушка област - Спас-Клепики — Рјазањска област - Спаск — Пензенска област - Спаск-Даљни — Приморски крај - Спаск-Рјазањски — Рјазањска област - Средњеколимск — Јакутија - Средњеураљск — Свердловска област - Сретенск — Забајкалски крај - Ставропољ — Ставропољски крај - Стара Купавна — Московска област - Стара Руса — Новгородска област - Стари Оскол — Белгородска област - Старица — Тверска област - Стародуб — Брјанска област - Стерлитамак — Башкортостан - Стрежевој — Томска област - Строитељ — Белгородска област - Струнино — Владимирска област - Ступино — Московска област - Суворов — Тулска област - Судогда — Владимирска област - Суздаљ — Владимирска област - Суојарви — Республика Карелија - Сураж — Брјанска област - Сургут — Хантија-Мансија - Суровикино — Волгоградска област - Сурск — Пензенска област - Сусуман — Магаданска област - Сухиничи — Калушка област - Сухој Лог — Свердловска област - Суџа — Курска област - Тавда — Свердловска област - Таганрог — Ростовска област - Тајга — Кемеровска област - Тајшет — Иркутска област - Талдом — Московска област - Талица — Свердловска област - Тамбов — Тамбовска област - Тара — Омска област - Тарко-Сале — Јамалија - Таруса — Калушка област - Татарск — Новосибирска област - Таштагол — Кемеровска област - Твер — Тверска област - Теберда — Карачајево-Черкезија - Тејково — Ивановска област - Темников — Мордовија - Темрјук — Краснодарски крај - Терек — Кабардино-Балкарија - Тетјуши — Татарстан - Тимашовск — Краснодарски крај - Тинда — Амурска област - Тирниауз — Кабардино-Балкарска Республика - Тихвин — Лењинградска област - Тихорецк — Краснодарски крај - Тјукалинск — Омска област - Тјумењ — Тјумењска област - Тобољск — Тјумењска област - Тогучин — Новосибирска област - Тољати — Самарска област - Томари — Сахалинска област - Томот — Јакутија - Томск — Томска област - Топки — Кемеровска област - Торжок — Тверска област - Торопец — Тверска област - Тосно — Лењинградска област - Тотма — Вологдска област - Трјохгорни — Чељабинска област - Троицк — Московска област - Троицк — Чељабинска област - Трубчевск — Брјанска област - Туапсе — Краснодарски крај - Тујмази — Башкортостан - Тула — Тулска област - Тулун — Иркутска област - Туран — Тива - Туринск — Свердловска област - Тутајев — Јарославска област - Уварово — Тамбовска област - Углегорск — Сахалинска област - Углич — Јарославска област - Удачни — Јакутија - Удомља — Тверска област - Ужур — Краснојарски крај - Узлова — Тулска област - Ујар — Краснојарски крај - Улан Уде — Бурјатија - Уљановск — Уљановска област - Унеча — Брјанска област - Урај — Хантија-Мансија - Урењ — Нижегородска област - Уржум — Кировска област - Урјупинск — Волгоградска област - Урус-Мартан — Чеченија - Усинск — Коми - Усмањ — Липецка область - Усоље — Пермски крај - Усоље Сибирскоје — Иркутска област - Усуријск — Приморски крај - Уст-Џегута — Карачајево-Черкезија - Уст-Илимск — Иркутска област - Устјужна — Вологдска област - Уст-Катав — Чељабинска област - Уст-Кут — Иркутска област - Уст-Лабинск — Краснодарски крај - Уфа — Башкортостан - Ухта — Коми - Учали — Башкортостан - Фатеж — Курска област - Фокино — Брјанска област - Фокино — Приморски крај - Фрјазино — Московска област - Фролово — Волгоградска област - Фурманов — Ивановска област - Хабаровск — Хабаровски крај - Хадиженск — Краснодарски крај - Ханти-Мансијск — Хантија-Мансија - Харабали — Астраханска област - Харовск — Вологдска област - Хасавјурт — Дагестан - Хвалинск — Саратовска област - Хилок — Забајкалски крај - Химки — Московска област - Холм — Новгородска област - Холмск — Сахалинска област - Хотково — Московска област - Цивиљск — Чувашија - Цимљанск — Ростовска област - Чадан — Тува - Чајковски — Пермски крај - Чапајевск — Самарска област - Чаплигин — Липецка область - Чебаркуљ — Чељабинска област - Чебоксари — Чувашија - Чегем — Кабардино-Балкарија - Чекалин — Тулска област - Чељабинск — Чељабинска област - Чердињ — Пермски крај - Черемхово — Иркутска област - Черепаново — Новосибирска област - Череповец — Вологдска област - Черкеск — Карачајево-Черкезија - Чермоз — Пермски крај - Черноголовка — Московска област - Черногорск — Хакасија - Чернушка — Пермски крај - Черњаховск — Калињинградска област - Чехов — Московска област - Чистопољ — Татарстан - Чита — Забајкалски крај - Чкаловск — Нижегородска област - Чудово — Новгородска област - Чулим — Новосибирска област - Чусовој — Пермски крај - Чухлома — Костромска област - Шагонар — Тува - Шадринск — Курганска област - Шали — Чеченија - Шарипово — Краснојарски крај - Шарја — Костромска област - Шатура — Московска област - Шахти — Ростовска област - Шахтјорск — Сахалинска област - Шахуња — Нижегородска област - Шацк — Рјазањска област - Шебекино — Белгородска област - Шелехов — Иркутска област - Шенкурск — Архангелска област - Шилка — Забајкалски крај - Шимановск — Амурска област - Шихани — Саратовска област - Шлисељбург — Лењинградска област - Шуја — Ивановска област - Шумерља — Чувашија - Шумиха — Курганска област - Шчербинка — Московска област - Шчигри — Курска област - Шчокино — Тулска област - Шчолково — Московска област - Шчучје — Курганска област |

|  |  |  |  |  |  |  |  |  |  |  |  |  |  |  |  |  |  |  |  |  |  |  |  |  |  |  |  |  |  |

- Напомена: Градови са преко милион становника су означени масним словима.